# Петровское (городской округ Клин)
Петро́вское — село в Клинском районе Московской области России.
Административный центр сельского поселения Петровское, до муниципальной реформы 2006 года — центр Петровского сельского округа. Население — 962 чел. (2010).
В селе есть, библиотека, детский сад, основная общеобразовательная школа, детский дом, клуб, универмаг, отделение почты.

## Население
| 1852 | 1859 | 1890 | 1926 | 2002 | 2006 | 2010 |
| ---- | ---- | ---- | ---- | ---- | ---- | ---- |
| 330  | ↗348 | ↗456 | ↘434 | ↗995 | ↗999 | ↘962 |

## География
Село Петровское расположено примерно в 15 км к юго-западу от города Клина, на автодороге Р107 Клин — Лотошино. В селе 6 улиц — Лесхозная, Солнечная, Тополиная, Центральная, Школьная и 1-й Садовый проезд. Связано автобусным сообщением с районным центром. У села находится исток реки Малой Сестры (бассейн Иваньковского водохранилища).

## Исторические сведения
В начале XIX века в селе была построена церковь Рождества Христова в стиле провинциального классицизма. Расширена в 1884—1887 гг.
В «Списке населённых мест» 1862 года Петровское — казённое село 1-го стана Клинского уезда Московской губернии по Волоколамскому тракту, в 21 версте от уездного города, при пруде и колодцах, с 60 дворами, 348 жителями (166 мужчин, 182 женщины) и располагавшимися в нём и волостным правлением, православной церковью и ярмаркой.
По данным на 1890 год — центр Петровской волости Клинского уезда, здесь размещались волостное правление, квартира полицейского урядника, училище Министерства народного просвещения, земское училище и фельдшерский пункт, число душ составляло 456 человек.
В 1913 году — 88 дворов, министерское 2-классное училище, земская больница, квартира урядника, волостное правление, пожарная дружина, богадельня, церковно-приходское попечительство, 2 постоялых двора, войлочная фабрика и кирпичный завод.
По материалам Всесоюзной переписи населения 1926 года — центр Петровского сельсовета Петровской волости, проживало 434 жителя (191 мужчина, 243 женщины), насчитывалось 84 хозяйства, среди которых 71 крестьянское, имелись чайная, госпиталь волостного исполнительного комитета.
С 1929 года — населённый пункт в составе Клинского района Московской области.
В 1950-х годах Христорождественская церковь села Петровского разобрана на кирпич.

## Известные уроженцы
- Иван Филиппович Усагин (1855—1919) — русский физик, изобретатель трансформатора. Памятник учёному стоит на улице Центральной села Петровского.

## Образование
В селе располагается одна средняя общеобразовательная школа и одно отделение дошкольного образования :
- МОУ Петровская основная общеобразовательная школа[19]

- МБДОУ Детский сад № 55 (Искорка)